# Thornton-le-Beans
Thornton-le-Beans – wieś w Anglii, w hrabstwie North Yorkshire, w dystrykcie (unitary authority) North Yorkshire. Leży 44 km na północny zachód od miasta York i 323 km na północ od Londynu.